# Iván Alonso
Iván Daniel Alonso Vallejo (Montevideo, 10 de abril de 1979) es un exfutbolista uruguayo. Jugaba de delantero y su último equipo fue River Plate de la Primera División de Argentina.
Fue bicampeón de goleo de la Primera División de México durante su año de participación con el Deportivo Toluca; en el Torneo Apertura 2011 con 11 goles y en el Torneo Clausura 2012; este último compartido con Christian Benítez del Club América con 14 goles.
Es hermano del también futbolista Matías Alonso y primo hermano del exjugador y actual entrenador Diego Alonso.
Recibió del gobierno de su país la Orden de Embajador Honorario del Turismo de Uruguay.

## Trayectoria

### Inicios en el fútbol profesional
Empezó su formación como futbolista en las categorías juveniles del Defensor Sporting de Uruguay, hasta que River Plate de Montevideo lo reclutó a la edad de 17 años.
En 1998 debutó en la Primera división uruguaya con el primer equipo de River Plate de Uruguay. En su primera temporada marcó 3 goles en 24 partidos.

### Deportivo Alavés
En 2000 dio el salto a Europa fichando por cuatro temporadas por el Deportivo Alavés de la Primera División de España, donde fue partícipe de uno de los mejores momentos de la historia del club vitoriano. En su primera temporada se convirtió en uno de los máximos goleadores de su equipo en la liga, con 8 tantos, y en la Copa de la UEFA contribuyó al histórico subcampeonato del club vasco con 5 tantos en 11 partidos. En la final, que el Alavés perdió por 4-5 ante el Liverpool, Alonso saltó al campo en el minuto 23' y marcó el primer gol de su equipo, 4 minutos después.
Al término de la temporada 2002-03 el Alavés descendió a Segunda División, aunque Iván Alonso siguió vinculado al club vasco en la categoría de plata. Esa temporada, marcada por las lesiones, jugó 21 partidos (12 como titular y 9 como suplente) y consiguió 4 goles, en la que fue su última campaña en Vitoria, coincidiendo con la llegada del presidente Dmitry Piterman.

### Real Murcia
Tras no renovar su contrato, el uruguayo fichó por el Real Murcia, también en Segunda División, el verano de 2004, firmando por cuatro temporadas, con opción a una quinta. Se hizo rápidamente con un lugar en el once titular, disputando 41 de los 42 partidos ligueros y marcando 11 goles en su primer año como pimentonero.
Su segunda temporada en el club murciano coincidió con una mala racha del equipo, que estuvo jugando cerca de la parte baja de la tabla. A pesar de perderse varios partidos por una lesión de los huesos de la nariz, anotó 8 goles y disputó 34 partidos.
En su tercera temporada en el Real Murcia fue una pieza clave para que el conjunto entrenado por Lucas Alcaraz lograra el ascenso a Primera. Iván Alonso fue el máximo goleador del equipo, con 14 goles en 40 partidos.
Inició la temporada 2007-08 viendo varios partidos desde el banquillo por decisión técnica, pero con la llegada al club de Javier Clemente volvió a la titularidad. Una vez más, acabó como máximo goleador del equipo, con 10 goles en 29 partidos, que no evitaron que el equipo pimentonero perdiera la categoría.
La temporada 2008-09 comenzó con Iván Alonso apartado de la capitanía del club por decisión de Javier Clemente, con el que tuvo un grave enfrentamiento que le ocasionó ver muchos partidos desde el banquillo e incluso desde la grada. La llegada de José Miguel Campos al banquillo le permitió recuperar protagonismo en el equipo, hasta que una lesión frenó su progresión. En total, en la primera vuelta de la temporada logró cinco goles, situándose como quinto máximo goleador de la historia del club murciano, con 48 tantos.

### RCD Espanyol

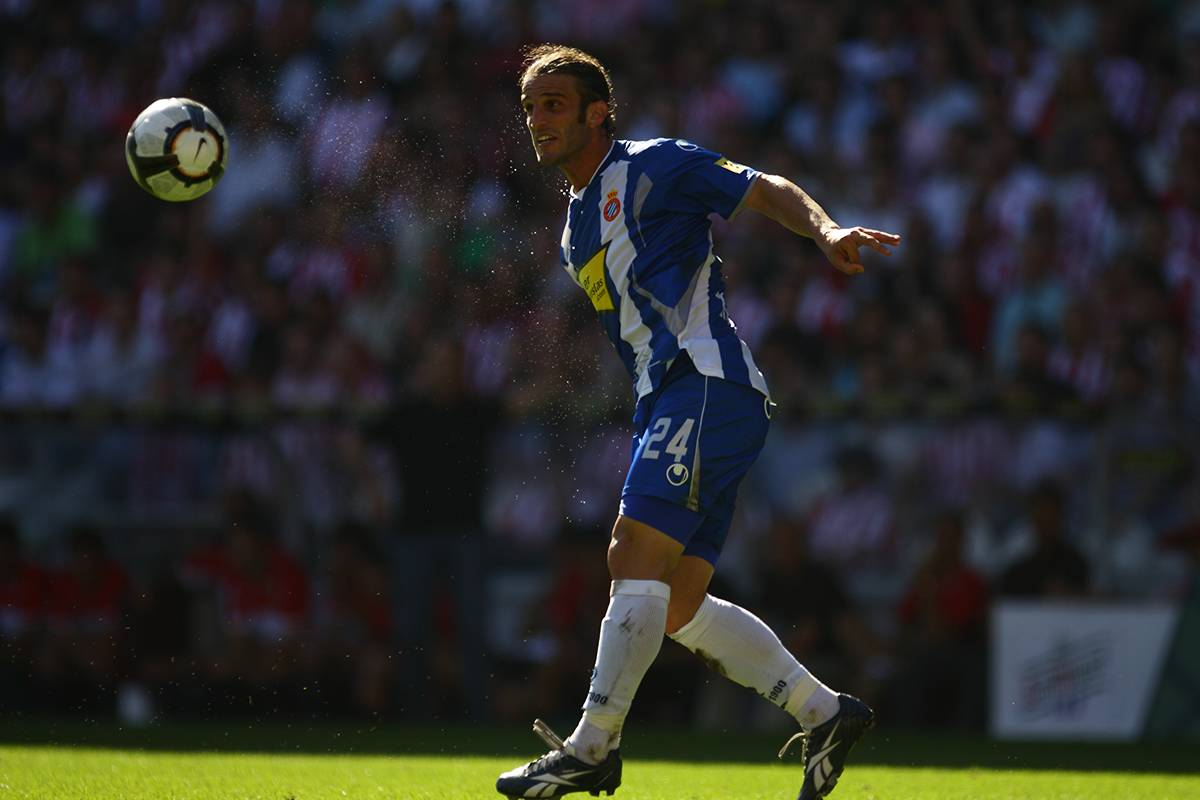
Iván Alonso en Espanyol.

El 30 de enero de 2009, y como consecuencia de la difícil situación económica del Real Murcia -que adeudaba 700 000 euros al jugador - el club grana llegó a un acuerdo para traspasarlo al RCD Espanyol. El charrúa firmó un contrato de dos años y medio con el club catalán y marcó un gol en su primer partido con la camiseta albiazul, ante el Getafe CF.
El 31 de julio de 2010 marcó uno de los 23 goles del RCD Espanyol en la tanda de penaltis, en un partido contra la UC Sampdoria disputado por el Trofeo Ciutat de Barcelona, el cual ganó la copa por 19.ª vez en su XXXVI edición.

### Deportivo Toluca
Llegó a México para jugar en el Deportivo Toluca por € 2 200 000. En su debut en el fútbol mexicano anotó un gol en la jornada inaugural del Torneo Apertura 2011 contra Estudiantes Tecos. A pesar de que el Deportivo Toluca no pudo acceder a la liguilla, Alonso sobresalió al anotar 11 goles en su primer torneo, convirtiéndose en el campeón goleador del Apertura 2011 mexicano. En su siguiente torneo consiguió refrendar su título de goleo, para convertirse así en bicampeón con 14 anotaciones en el Clausura 2012.
Tras haber sido informado de padecer problemas cardíacos, el médico del Toluca, José Luis Serrano, le recomendó no jugar en ciudades altas como Toluca de Lerdo. Posteriormente anunció su retiro por mismos problemas de salud. Sin embargo en noviembre de 2012 el jugador informó mediante unos resultados médicos que supuestamente recibió en Estados Unidos, que podía regresar a jugar fútbol en cualquier plaza. Esto a la larga provocó una diferencia legal entre Deportivo Toluca y el propio jugador, el cual recurrió a la FIFA reclamando que el club suspendió su contrato, dejó de pagarle, lo dejaron ilegal en el país así como haber sido prohibido de entrar a las instalaciones entre otros problemas. Tras una aceptación de la FIFA ante la apelación, el jugador demandó a la institución por incumplimiento de contrato y anuncio una apelación por dicho incumplimiento ante la Femexfut, organismo encargado del fútbol mexicano el cual FIFA dictaminó. El Toluca reclamó que el jugador debió acudir a la Femexfut como cuerpo representativo de México antes de la FIFA y que el mismo jugador rescindió el contrato y anunció que no volvería a jugar.

### Nacional
Tras una larga disputa que llegó hasta los tribunales de la FIFA, Alonso se hizo con su pase y queda desvinculado y en libertad de acción de su antiguo club Toluca. Con el pase en su poder, fue contratado por el Club Nacional de Football, a principios de 2013. En el Torneo Clausura 2013, marcó 5 goles en 9 apariciones. Fue el máximo artillero de Nacional en la temporada 2013-14 con 16 goles y en el Campeonato Uruguayo 2014-15 con 22 goles.

### River Plate
Luego de largas negociaciones, y gracias a que Rodrigo Mora obtuvo la ciudadanía argentina, se liberó un cupo de extranjero, lo que posibilitó la llegada del delantero a la institución de Nuñez. Hizo su debut el lunes 8 de febrero contra Quilmes. Marcó su primer gol en la segunda fecha del torneo de transición 2016, a los 24' del segundo tiempo, frente a Belgrano. Marcó su primer doblete el 25 de febrero de 2016 contra Trujillanos de Venezuela, el primero tras un centro de Gabriel Mercado y el segundo tras una asistencia de Gonzalo Martínez.
El 15 de diciembre de 2016 ingresó al campo de juego en la final de la Copa Argentina 2015-16 a los 71', en lugar de Andrés D'Alessandro, cuando River Plate perdía 3-2. Un minuto después de haber ingresado, habilitó a Lucas Alario en el límite del área chica para empatar el partido y a los 75', el propio Alario lo asistió dentro del área para que convierta el 4-3 definitivo, lo que fue la consagración de River Plate.
A pesar de tener contrato hasta 2018, de común acuerdo con las autoridades del club riverplatense y en forma sorpresiva, rescindió su vínculo, dejando así un lugar para el juvenil Nicolás De La Cruz, un volante ofensivo pretendido por el técnico Marcelo Gallardo. La salida de Alonso se dio en buenos términos y bajo una cordial relación.

### Cruz Azul
En diciembre de 2023 fue nombrado director deportivo del Cruz Azul de México.

## Estadísticas

### Clubes
- Actualizado al último partido jugado el 4 de junio de 2017.

| River Plate · Uruguay | 1.ª                 | 1998                | 7   | 3   | -  | -  | -  | -  | 7   | 3    | 0,43 |
| River Plate · Uruguay | 1.ª                 | 1999                | 17  | 6   | -  | -  | -  | -  | 17  | 6    | 0,35 |
| River Plate · Uruguay | Total club          | Total club          | 24  | 9   | -  | -  | -  | -  | 24  | 9    | 0,38 |
| Deportivo Alavés · España | 1.ª                 | 2000-01             | 32  | 8   | 1  | 0  | 11 | 5  | 44  | 13   | 0,29 |
| Deportivo Alavés · España | 1.ª                 | 2001-02             | 26  | 2   | 2  | 1  | -  | -  | 28  | 3    | 0,11 |
| Deportivo Alavés · España | 1.ª                 | 2002-03             | 37  | 6   | 4  | 1  | 3  | 0  | 44  | 7    | 0,16 |
| Deportivo Alavés · España | 2.ª                 | 2003-04             | 21  | 5   | 6  | 0  | -  | -  | 27  | 5    | 0,19 |
| Deportivo Alavés · España | Total club          | Total club          | 116 | 21  | 13 | 2  | 14 | 5  | 143 | 28   | 0,20 |
| Real Murcia · España | 2.ª                 | 2004-05             | 41  | 11  | 1  | 0  | -  | -  | 42  | 11   | 0,26 |
| Real Murcia · España | 2.ª                 | 2005-06             | 34  | 8   | 1  | 1  | -  | -  | 35  | 9    | 0,25 |
| Real Murcia · España | 2.ª                 | 2006-07             | 40  | 14  | -  | -  | -  | -  | 40  | 14   | 0,35 |
| Real Murcia · España | 1.ª                 | 2007-08             | 29  | 10  | -  | -  | -  | -  | 29  | 10   | 0,34 |
| Real Murcia · España | 2.ª                 | 2008-09             | 14  | 5   | 2  | 0  | -  | -  | 16  | 5    | 0,31 |
| Real Murcia · España | Total club          | Total club          | 158 | 49  | 4  | 1  | -  | -  | 162 | 49   | 0,30 |
| Espanyol · España | 1.ª                 | 2008-09             | 16  | 5   | -  | -  | -  | -  | 16  | 5    | 0,26 |
| Espanyol · España | 1.ª                 | 2009-10             | 34  | 5   | 3  | 1  | -  | -  | 37  | 6    | 0,16 |
| Espanyol · España | 1.ª                 | 2010-11             | 20  | 2   | 3  | 0  | -  | -  | 23  | 2    | 0,08 |
| Espanyol · España | Total club          | Total club          | 70  | 12  | 6  | 1  | -  | -  | 76  | 13   | 0,17 |
| Toluca · México | 1.ª                 | 2011-12             | 34  | 25  | -  | -  | -  | -  | 34  | 25   | 0,67 |
| Toluca · México | Total club          | Total club          | 34  | 25  | -  | -  | -  | -  | 34  | 25   | 0,67 |
| Nacional · Uruguay | 1.ª                 | 2012-13             | 9   | 5   | -  | -  | 5  | 3  | 14  | 8    | 0,57 |
| Nacional · Uruguay | 1.ª                 | 2013-14             | 23  | 15  | -  | -  | 4  | 1  | 27  | 16   | 0,59 |
| Nacional · Uruguay | 1.ª                 | 2014-15             | 28  | 23  | -  | -  | 2  | 0  | 30  | 23   | 0,76 |
| Nacional · Uruguay | 1.ª                 | 2015-16             | 13  | 8   | -  | -  | 2  | 0  | 15  | 8    | 0,53 |
| Nacional · Uruguay | Total club          | Total club          | 73  | 51  | -  | -  | 13 | 4  | 86  | 55   | 0,69 |
| River Plate Argentina |                     |                     |     |     |    |    |    |    |     |      |      |
| 1.ª | 2016                | 13                  | 3   | -   | -  | 7  | 3  | 20 | 6   | 0,30 |      |
| 1.ª | 2016-17             | 14                  | 0   | 3   | 1  | 3  | 0  | 19 | 1   | 0,26 |      |
| Total club | Total club          | 27                  | 7   | 3   | 1  | 10 | 3  | 39 | 7   | 0,28 |      |
| Total en su carrera | Total en su carrera | Total en su carrera | 517 | 170 | 26 | 5  | 37 | 12 | 581 | 187  | 0,32 |
| (1) Las copas nacionales se refiere a la Copa del Rey y Copa Argentina. (2) Las copas internacionales se refiere a la Copa de la UEFA, Copa Libertadores, Copa Sudamericana y Recopa Sudamericana. (3) No incluye datos de partidos amistosos ni categorías inferiores. |                     |                     |     |     |    |    |    |    |     |      |      |

## Palmarés

### Campeonatos nacionales
| Título              | Club        | País      | Año     |
| ------------------- | ----------- | --------- | ------- |
| Torneo Apertura     | Nacional    | Uruguay   | 2014    |
| Campeonato Uruguayo | Nacional    | Uruguay   | 2014-15 |
| Copa Argentina      | River Plate | Argentina | 2016    |

### Campeonatos internacionales
| Título              | Club        | Sede         | Año  |
| ------------------- | ----------- | ------------ | ---- |
| Recopa Sudamericana | River Plate | Buenos Aires | 2016 |

### Otros logros
| Ascenso          | Club        | País   | Año     |
| ---------------- | ----------- | ------ | ------- |
| Segunda División | Real Murcia | España | 2006-07 |

### Distinciones individuales
| Distinción                                                          | Año     |
| ------------------------------------------------------------------- | ------- |
| Quinto máximo goleador del Real Murcia                              |         |
| Máximo goleador del Torneo Apertura (México) (11 goles)             | 2011    |
| Máximo goleador del Torneo Clausura (México) (14 goles)             | 2012    |
| Mejor goleador mundial uruguayo de Primera División según IFFHS     | 2012    |
| Incluido en el Equipo Ideal del Campeonato Uruguayo                 | 2012-13 |
| Premio Atilio García                                                | 2013-14 |
| Máximo goleador del Torneo Apertura (15 goles)                      | 2015    |
| Mejor jugador del año para El País                                  | 2014    |
| Máximo goleador del Campeonato Uruguayo (23 goles)                  | 2014-15 |
| Mejor jugador del Campeonato Uruguayo por encuesta de El Observador | 2014-15 |
| Mejor jugador del Campeonato Uruguayo por El Observador             | 2014-15 |